# 신암로 (부산)
신암로(新岩路)는 부산광역시 부산진구 범천동 범곡 교차로와 가야굴다리 교차로를 잇는 부산광역시의 도로이다. '신암로'라는 의미는 이 도로가 지나는 지역의 옛 이름이 '신암'이기 때문이다. 범천2동주민센터부터 가야굴다리 교차로까지 구간은 부산광역시도 제3201호선으로 지정되어 있다.

## 주요 경유지
부산광역시
- 부산진구 범천동

## 노선
- 연한 분홍색(■): 부산광역시도 제32호선 구간

| 이름                                | 접속 노선                                                         | 소재지     | 소재지   | 비고 |
| ----------------------------------- | ----------------------------------------------------------------- | ---------- | -------- | ---- |
| 범곡 교차로                         | 부산광역시도 제61호선 (중앙대로) 부산광역시도 제1004호선 (망양로) | 부산광역시 | 부산진구 |      |
| 범천2동주민센터 (범천지하차도 남단) | 부산광역시도 제32호선 (범천로)                                    | 부산광역시 | 부산진구 |      |
| 가야굴다리 교차로                   | 부산광역시도 제30호선 (가야대로)                                  | 부산광역시 | 부산진구 |      |

## 주요 건물 및 시설
- 범천2동우체국 (부산광역시 부산진구 신암로 6)
- 범천2동주민센터 (부산광역시 부산진구 신암로 48)
- 서면지구대 (부산광역시 부산진구 신암로 56)